# Казаковка (Тульская область)
Казаковка  — деревня в Куркинском районе Тульской области России.
В рамках административно-территориального устройства относится к Михайловской волости Куркинского района, в рамках организации местного самоуправления включается в Михайловское сельское поселение.

## География
Деревня расположена на реке Богоявленке. У Казаковки проходит северная граница с Богородицким районом Тульской области где находится лесное урочище Водяное Поле с пограничным селом Малевка Богородицкого района.

## Население
| 2010 |
| ---- |
| 9    |